# معدن رز
معدن رز یک منطقهٔ مسکونی در ایران است که در دهستان شریف‌آباد (سیرجان) واقع شده‌است. معدن رز ۲۱۹ نفر جمعیت دارد.